# Трилогия
Трило́гия (через фр. trilogie, от греч. trilogia, от tri — «три» и logos — «слово, рассказ») — совокупность трёх произведений искусства или науки, объединённых преемственностью сюжета, либо общей идеей. Первоначально в греческой литературе — три трагедии, объединённые в одно целое единством фабулы или идейного содержания. Трилогии встречаются в литературе (в том числе в научной литературе и художественной литературе), киноискусстве, изобразительном искусстве, музыке, а также в компьютерных играх.

## Древнегреческая трилогия
У древних греков состояла из трёх трагедий с мифологическим или историческим сюжетом; представлялись они на поэтических состязаниях в дни празднеств Дионисий. Первоначально отдельные части трилогии обязательно воспроизводились в течение одного дня; присоединение к трилогии так называемой «драмы сатиров», контрастирующей с ней по построению и назначению, создавало «тетралогию». С 4-й в. до нашей эры это требование начинает нарушаться, а с IV в. до н. э. «драма сатиров» отделяется от трагической трилогии и ставится на особых состязаниях.
Античные трилогии дошли до нас в обломках; так из сохранившихся семи трагедий Эсхила четыре являются частями трилогий, посвящённых мифам о Данаидах, Эдипе, Прометее и историческому событию — поражению персов. Из этих трилогий только «Орестея» сохранилась полностью; утрачена лишь «драма сатиров» — «Протей».
В дальнейшем, уже у Софокла, трагедии приобретают самостоятельную законченность и отдельную значимость; так «Эдип-царь», «Эдип в Колоне» и «Антигона», хотя и связанные единством сюжета, не объединялись поэтом в Т.

## Драма Нового времени
В драматическом творчестве нового времени встречаются попытки возродить Т.; таковы трилогии Фридриха Шиллера («Валленштейн»), Франца Грильпарцера («Золотое руно»), Рихарда Вагнера («Нибелунги»), Суинберна («Мария Стюарт») и другие.
В русской литературе известность получили трагическая трилогия А. К. Толстого («Смерть Иоанна Грозного», «Царь Фёдор Иоаннович», «Царь Борис») и трагикомическая трилогия «Картины прошедшего» Александра Сухово-Кобылина («Свадьба Кречинского», «Дело», «Смерть Тарелкина»). Примером трилогии, отдельные части которой — комедии, а не трагедии, является трилогия Бомарше («Севильский цирюльник», «Свадьба Фигаро», «Виновная мать»). Тем не менее в целом в драме нового времени трилогия не получает широкого развития.

## Проза
Принцип трилогии применяется также в строении романа и повести. Таковы трилогии романов Дюма-отца («Три мушкетёра», «Двадцать лет спустя», «Виконт де Бражелон»), Г. Сенкевича («Огнём и мечом», «Потоп», «Пан Володыёвский»), Э. Золя («Лурд», «Рим», «Париж»), Г. Манна («Богини»), «Космическая трилогия» К. С. Льюиса.
В русской литературе «Мёртвые души» Н. В. Гоголя были задуманы в форме трилогии. Трилогию представляют собой «Детство», «Отрочество» и «Юность» Льва Толстого, а также — «Детство», «В людях» и «Мои университеты» Максима Горького. Следует, однако, отметить, что эпическая полнота изображения, допуская расширение его за рамки отдельного романа, в то же время нередко нарушает стройность и чёткость трёхчленного строения; эпическая трилогия не представляет такого тесного единства, как трилогия драматическая, и легко перерастает в многотомный цикл романов (ср. цикл «Ругон-Маккаров» Золя, «Жан Кристоф» Р. Роллана и др.).
В лирике термин трилогия почти не применяется, несмотря на попытки некоторых поэтов ввести его (Гёте «Trilogie der Leidenschaft», Гейне «Trilogie»).

## Киноискусство[2]
- Атлант расправил плечи (кинотрилогия):
  - Атлант расправил плечи: Часть 1
  - Атлант расправил плечи: Часть 2
  - Атлант расправил плечи: Часть 3
- Безграничный Бэтмен:
  - Безграничный Бэтмен: Животные инстинкты
  - Безграничный Бэтмен: Нашествие монстров
  - Безграничный Бэтмен: Роботы против мутантов
- «Доспехи бога»:
  - Доспехи Бога
  - Доспехи Бога 2: Операция Кондор
  - Доспехи Бога 3: Миссия Зодиак
- Заложница (серия фильмов)
  - Заложница
  - Заложница 2
  - Заложница 3
- Три цвета (трилогия)
- Трилогия Люка Бессона «Артур»
- Трилогия о мести
- Трилогия «Кровь и мороженое» (также трилогия трёх вкусов Корнетто)
- Трудный ребёнок; Трудный ребёнок 2; Трудный ребёнок 3
- ФРГ Трилогия (также женская трилогия; Аденауэровская трилогия; нем. BRD-Trilogie)

### Кинотрилогии США
- Назад в будущее
- От заката до рассвета
- Час пик
- Блэйд (серия фильмов)
- Властелин колец (кинотрилогия)
- Трилогия Оушена
- Трилогия «Тёмный рыцарь»
- Хоббит (кинотрилогия)

Также следует отметить изначально кинотрилогию «Трилогия Сэма Рэйми о Человеке-пауке»:
- Человек-паук (фильм, 2002)
- Человек-паук 2
- Человек-паук 3: Враг в отражении,

получившую дальнейшее продолжение:
- Человек-паук (мультсериал, 2003)
- Человек-паук: Нет пути домой
- Человек-паучник

### Кинотрилогии Россия
- Самый лучший фильм (трилогия)
  - Самый лучший фильм
  - Самый лучший фильм 2
  - Самый лучший фильм 3-ДЭ
- Любовь в большом городе (кинотрилогия)
  - Любовь в большом городе
  - Любовь в большом городе 2
  - Любовь в большом городе 3
- Бабушка лёгкого поведения (кинотрилогия)
  - Бабушка лёгкого поведения
  - Бабушка лёгкого поведения 2. Престарелые мстители
  - Прабабушка лёгкого поведения. Начало
  - |  | Этот раздел нужно дополнить. Пожалуйста, улучшите и дополните раздел. (20 ноября 2022) |